# Drago Vuković
Drago Vuković (ur. 3 sierpnia 1983 w Splicie) – chorwacki piłkarz ręczny, reprezentant kraju, występuje na pozycji rozgrywającego. Obecnie występuje w Bundeslidze, w drużynie TuS Nettelstedt-Lübbecke. W 2004 roku wraz z reprezentacją zdobył złoty medal olimpijski w Atenach.
Dwukrotny wicemistrz Europy z 2008 r. w Norwegii i z 2010 r. z Austrii. Podczas ME w 2010 r. Chorwaci zostali pokonani w wielkim finale przez Francję 25:21.

## Osiągnięcia

### klubowe
- 2003, 2004, 2005, 2006: mistrzostwo Chorwacji
- 2000, 2003, 2004, 2005: puchar Chorwacji
- 2010, 2011: puchar Zdobywców Pucharów

### reprezentacyjne
- 2004: mistrzostwo Olimpijskie
- 2005: wicemistrzostwo Świata
- 2008, 2010: wicemistrzostwo Europy